# Metacatharsius auberti
Metacatharsius auberti är en skalbaggsart som beskrevs av Leon Fairmaire 1891. Metacatharsius auberti ingår i släktet Metacatharsius och familjen bladhorningar. Inga underarter finns listade i Catalogue of Life.